# Ножево
Ножево — деревня в составе Пудожского городского поселения Пудожского района Республики Карелия.

## Общие сведения
Расположена на правом берегу реки Водла.
В деревне находится недействующая деревянная часовня Смоленской Божьей Матери и Сдвижева Дня, постройка конца XIX века.

## История
По состоянию на 1905 год находилась в составе Васюковского общества Коловской волости Пудожского уезда, по состоянию на 1926 — в Коловском сельсовете Пудожского района.

## Население
| 2002 | 2010 | 2013 |
| ---- | ---- | ---- |
| 20   | ↘18  | ↘13  |

- 1873—158[4]
- 1905—195[5]
- 1926—204[6]
- 1933—161[7]